# 斯科特冰川

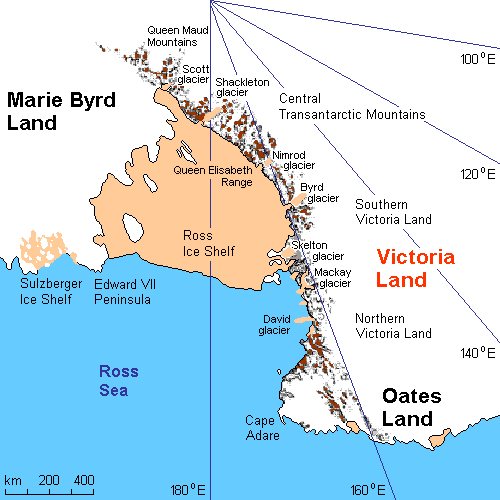

85°45′S 153°0′W / 85.750°S 153.000°W
斯科特冰川（英語：Scott Glacier）是南極洲的冰川，位於紐西蘭羅斯屬地，處於毛德王后山脈，長190公里，最終在塔普利山脈以西注入羅斯冰架，該冰川以英國探險家羅伯特·斯科特命名。